# Universi paralleli di Franco Battiato
Universi paralleli di Franco Battiato è una raccolta di Franco Battiato pubblicata il 3 ottobre 2018 da Sony Music.
I brani presenti sono tratti da tutti i dischi del cantante pubblicati in precedenza da Sony, in particolare sono presenti tutte le tracce degli album in studio Ferro battuto, Fleurs 3 e Dieci stratagemmi. Il libretto è stato curato dal critico musicale John Vignola.

## Tracce
CD 1
1. Atlantide (Live 2003) – 3:10 (Battiato)
2. Strani giorni (Live 2003) – 3:45 (Sgalambro-Battiato)
3. Shock in My Town (Live 2003) – 3:56 (Sgalambro-Battiato)
4. E ti vengo a cercare (Live 2003) – 3:46 (Battiato)
5. La cura (Live 2003) – 4:07 (Sgalambro-Battiato)
6. Mesopotamia (Live 2003) – 4:21 (Battiato-Pio)
7. Lode all'inviolato (Live 2003) – 3:10 (Battiato)
8. Stranizza d'amuri (Live 2003) – 2:13 (Battiato-Pio)
9. La stagione dell'amore (Live 2003) – 2:50 (Battiato)
10. Povera patria (Live 2003) – 3:46 (Battiato-Pio)
11. Medley Last Summer Dance – 8:23 (Battiato-Pio)
12. L'animale (Live 2003) – 2:54 (Battiato)
13. L'era del cinghiale bianco (Live 2003) – 3:02 (Battiato-Pio)
14. Cuccurucucù (Live 2003) – 4:11 (Battiato-Pio)
15. Centro di gravità permanente (Live 2003) – 4:15 (Battiato-Pio)
16. Auto da fé (Live 2005) – 3:56 (Sgalambro-Battiato)
17. Voglio vederti danzare (Live 2005) – 3:27 (Battiato-Pio)

Durata totale: 65:12
CD 2
1. Insieme a te non ci sto più – 3:12 (Conte-Pallavicini-Virano)
2. Perduto amor – 3:17 (De Lorenzo-Adamo)
3. Il cielo in una stanza – 3:11 (Paoli)
4. Se mai – 3:06 (Calabrese-Chaplin-Ricci)
5. Ritornerai – 3:25 (Lauzi)
6. Col tempo sai – 3:34 (Defaye-Ferrè-Medali-Simontacchi)
7. Impressioni di settembre – 3:40 (Mussida-Pagani-Mogol)
8. Le tue radici – 3:20 (Sorrenti)
9. Hey Joe – 3:34 (Roberts)
10. Se tu sapessi – 3:17 (Lauzi)
11. Sigillata con un bacio (Sealed with a kiss) Italian Version – 3:20 (Gaid-Udell)
12. Come un sigillo (feat. Alice) – 3:04 (Battiato-Sgalambro)
13. Beim Schlafengehen – 2:54 (Strauss)
14. La mer (feat. Manlio Sgalambro) – 3:00 (Trenet-Lasry)

Durata totale: 45:54
CD 3
1. Prologo – 2:26 (Battiato, Sgalambro)
2. Running Against the Grain – 3:42 (Battiato, Sgalambro)
3. Bist du bei mir – 4:19 (Battiato, Sgalambro)
4. La quiete dopo un addio – 3:54 (Battiato, Sgalambro)
5. Personalità empirica – 3:34 (Battiato, Sgalambro)
6. Il cammino interminabile – 3:44 (Battiato, Sgalambro)
7. Lontananze d'azzurro – 3:29 (Battiato, Sgalambro)
8. Sarcofagia – 3:42 (Battiato, Sgalambro)
9. Scherzo in minore – 3:21 (Reinhardt, Sgalambro, Battiato, Grappelli)
10. Il potere del canto – 4:03 (Battiato, Sgalambro)
11. Tra sesso e castità – 3:25 (Battiato, Sgalambro)
12. Le aquile non volano a stormi – 3:26 (Battiato, Kimimori, Sgalambro)
13. Ermeneutica – 3:34 (Battiato, Sgalambro)
14. Fortezza Bastiani – 3:20 (Battiato, Sgalambro)
15. Odore di polvere da sparo – 3:28 (Arcieri, Battiato, Sgalambro)
16. I'm That – 3:32 (Battiato, Sgalambro)
17. Conforto alla vita – 3:22 (Battiato, Sgalambro, Herder)
18. 23 coppie di cromosomi – 3:34 (Arcieri, Battiato, Sgalambro)
19. Apparenza e realtà – 3:38 (Battiato, Arcieri, Sgalambro)
20. La porta dello spavento supremo – 3:48 (Battiato, Wieck, Sgalambro)
21. L'incantesimo (Live 2003) – 3:29 (Battiato, Sgalambro)

Durata totale: 74:50
CD 4
1. Beta – 7:24 (Battiato, Albergoni)
2. Plancton – 5:03 (Battiato, Albergoni)
3. Fetus – 2:36 (Battiato, Massara Previde, Albergoni)
4. Fenomenologia – 3:51 (Battiato, Massara Previde, Albergoni)
5. Meccanica – 6:11 (Battiato, Massara Previde, Albergoni)
6. Aries – 5:27 (Battiato)
7. Aria di rivoluzione – 5:02 (Battiato)
8. Da Oriente a Occidente – 6:33 (Battiato)
9. No U Turn – 4:53 (Battiato)
10. Propiedad prohibida – 5:22 (Battiato)
11. Cafè-Table-Musik – 18:56 (Battiato)

Durata totale: 71:18